# Black Summer
Z Nation
Black Summer (littéralement « Été noir ») ou L'Été de la mort (au Québec) est une série télévisée d'horreur post-apocalyptique américaine, créée par Karl Schaefer et John Hyams et diffusée entre le 11 avril 2019 et 17 juin 2021 sur Netflix. Il s'agit d'une préquelle à la série Z Nation.

## Synopsis
Six semaines après le début de l'apocalypse zombie, Rose (Jaime King) a perdu son mari contaminé et est séparée de sa fille. Elle s'embarque alors dans un voyage déchirant, ne s'arrêtant devant rien pour la retrouver. Poussée aux côtés d'un petit groupe de réfugiés américains, elle doit affronter un nouveau monde hostile et prendre des décisions brutales au cours de l'été le plus meurtrier d'une apocalypse zombie.

## Distribution

### Acteurs principaux
- Jaime King[1] (VF : Barbara Kelsch (saison 1) puis Marie Zidi) : Rose
- Justin Chu Cary (en)[1] (VF : Raphaël Cohen) : Julius James « Spears »
- Christine Lee (en)[1] (VF : Geneviève Doang) : Ooh Kyung-Sun « Sun »
- Kelsey Flower : Lance
- Sal Velez, Jr. (VF : Cédric Ingard) : William Velez
- Gwynyth Walsh (VF : Sylvie Genty) : Barbara Watson
- Mustafa Alabssi : Ryan
- Stafford Perry (VF : Jean-Michel Fête) : Phil
- Edsson Morales (VF : Mije Fédée) : Manny
- Erika Hau (VF : Elsa Davoine) : Carmen

### Acteurs secondaires
- Nathaniel Arcand (VF : Jean-Alain Velardo) : Governale
- Ty Olsson : Patrick
- Tom Carey : Bronk
- Zoe Marlett : Anna
- Nyren B. Evelyn (VF : Norbert Haberlick) : Earl

 Source et légende : version française (VF) sur RS Doublage

## Production
Le 20 novembre 2019, la série est renouvelée pour une deuxième saison.
Le 14 avril 2023, John Hyams a déclaré que la série n'aura pas de troisième saison.
En janvier 2024, Netflix annule officiellement la série,.

### Tournage
Le tournage a lieu à Beiseker en Alberta au Canada.

### Fiche technique
Sauf indication contraire, les informations mentionnées dans cette section peuvent être confirmées par la base de données cinématographiques IMDb,  présente dans la section « Liens externes ».
- Titre original et français : Black Summer
- Titre québécois : L'Été de la mort
- Création : Karl Schaefer et John Hyams
- Réalisation : John Hyams (5 épisodes) et Abram Cox (3 épisodes)
- Scénario : Abram Cox, Craig Engler, John Hyams, Daniel Schaefer, Karl Schaefer et Delondra Williams
- Direction artistique : Bobby Vanonen
- Décors : Tracey Baryski
- Costumes : Deitra Kalyn
- Photographie : Yaron Levy et Spiro Grant
- Montage : Andrew Drazek et Chris Bragg
- Casting : Rhonda Fisekci
- Musique : Alec Puro
- Production : Craig Engler, Paul Bales, John Hyams, David Michael Latt, David Rimawi et Karl Schaefer
- Sociétés de production : The Asylum ; Go2 Digital Media, Alberta Film Projects et Local Hero (coproductions)
- Société de distribution : Netflix
- Pays d'origine :  États-Unis
- Langue originale : américain
- Format : couleur
- Genre : d'horreur post-apocalyptique
- Nombre de saisons : 2
- Nombre d'épisodes : 16
- Durée : 20–58 minutes
- Dates de première diffusion :
  - Monde : 11 avril 2019 sur Netflix

## Épisodes

### Première saison (2019)
1. Flux migratoire (Human Flow)
2. En route (Drive)
3. L’École en été (Summer School)
4. Sans les autres (Alone)
5. Le Dîner (Diner)
6. Le Casse (Heist)
7. Le Tunnel (The Tunnel)
8. Le Stade (The Stadium)

### Deuxième saison (2021)
La deuxième saison comporte huit épisodes, diffusée depuis le 17 juin 2021.
1. Froid dans le dos (The Cold)
2. Le Prélude (Prelude)
3. Le Jeu de carte (Card Game)
4. La Guerre froide (Cold War)
5. Le Cheval blanc (White Horse)
6. La Précieuse Cargaison (Currency)
7. Le Refuge (The Lodge)
8. L'Avion (The Plane)